# Suez Environnement
SUEZ S.A., nota in precedenza come SUEZ Environnement Company, è un'azienda multinazionale francese attiva nei settori della gestione idrica integrata e della gestione dei rifiuti. Il capitale sociale dell'azienda è suddiviso tra i fondi privati Meridiam (39%) e Global Infrastructure Partners (39%) oltre che dai soci pubblici Caisse des dépôts et consignations e CNP Assurances, che detengono insieme il 19%; il rimanente 3% è detenuto dai dipendenti.
Ha sede presso il grattacielo tour CB21, sito nel quartiere La Défense a Courbevoie. Per volume d'affari si tratta del secondo gruppo mondiale nel suo campo, dietro a Veolia.

## Storia
L'azienda fu fondata il 9 novembre 2000 come Houlival, divenendo nota come SUEZ Environnement nel 2003 in seguito all'assorbimento da parte di SUEZ della SITA, attiva nella gestione dei rifiuti.
Nel 2008 in seguito alla fusione tra Gaz de France e Suez è nato il gruppo GDF Suez (poi ribattezzato Engie), quotato presso la Borsa di Parigi, dal quale è stata scorporata Suez Environnement Company, che ha ereditato le attività nei settori idrico e dei rifiuti, venendo da subito quotata in borsa. Dopo appena due mesi dall'ingresso in borsa la neonata azienda era già inclusa nell'indice CAC 40 della Borsa di Parigi.